# 서위 공제
위 공황제 탁발곽(魏 恭皇帝 拓跋廓), 537년 ~ 557년 4월 9일(음력 2월 25일))은 중국 남북조 시대 서위의 제3대 황제(재위: 554년 ~ 556년)이다. 원래 성명은 원곽(元廓)인데, 즉위한 뒤 탁발곽(拓跋廓)으로 성을 고쳤다. 서위 문제의 넷째 아들이다.

## 생애
554년에 형인 폐제(廢帝)가 폐위된 뒤 우문태(宇文泰)에 의해 옹립되었다. 즉위 후 폐제처럼 개원하지 않고 다만 원년이라고 함으로써 연호를 사용하지 않았다. 즉위한 뒤 원씨를 다시 복성인 탁발씨(拓跋氏)로 고쳤다.
556년에 우문태가 죽자 그 아들인 우문각(宇文覺)이 뒤를 이었다. 오래지 않아 우문각의 사촌형인 우문호(宇文護)가 공제에게 우문각에게 제위를 선양하라고 했고, 공제는 우문각에게 선양한 뒤 퇴위했다.
557년에 우문각이 북주(北周)를 건국하고 천왕(天王)으로 즉위했다. 이어서 공제를 송공(宋公)에 봉했으나, 얼마 후 사람을 시켜 공제를 죽였다.

## 기년
| 폐제        | 원년       | 2년        | 3년        |
| ----------- | ---------- | ---------- | ---------- |
| 서력 (西曆) | 554년      | 555년      | 556년      |
| 간지 (干支) | 갑술(甲戌) | 을해(乙亥) | 병자(丙子) |